# 穆斯林征服印度次大陆
穆斯林征服印度次大陆主要发生于12到16世纪。虽然早在公元8世纪的拉其普特王国时期，早期穆斯林已经部分进入今阿富汗和巴基斯坦。自德里苏丹国成立后，伊斯兰教开始向整个次大陆的大部分地区蔓延。在1204年，由巴赫蒂亚尔领导的穆斯林征服孟加拉，标志着伊斯兰教扩张至最东部。
在马拉地帝国崛起以及随后的英属东印度公司征服印度之前，穆斯林莫卧儿帝国能够吞并或征服大多数印度教国王。但是，它从来没有能够征服喜马拉雅山上坡的印度教王国，如今喜马偕尔邦、北阿坎德邦、锡金、尼泊尔和不丹，以及印度的最南端，如特拉凡哥尔和阿薩姆地區的阿豪姆王國。

## 背景

### 信仰转变理论
无论在学术和舆论方面关于伊斯兰教如何来到印度次大陆均存有相当大的争议，一般的学术观点有以下几种：
1. 大部分穆斯林是伊朗人和阿拉伯人移民的后裔。[2]
2. 信仰转变是由苏菲派圣人及其所涉及真正内心的变化。[1]
3. 信仰转变来自于佛教徒和低种姓的群众。因为他们是弱势群体，并被伊斯兰教的平等性所诱惑。（见印度的种姓结构）。[2]
4. 信仰转变最初以暴力，威胁或其他对人的压力，之后则是真正的内心变化。[1]
5. 由于扩散和整合在一个较长时期内形成最大的穆斯林文明和世界性政体主导的领域的社会文化进程。[2]
6. 该信仰转变发生在实用主义和非宗教赞助的原因，如在穆斯林统治精英阶层之间的社会流动性。[1][2]